# Солнечное (Приморский край)
Со́лнечное — село в Дальнереченском районе Приморского края, входит в состав Рождественского сельского поселения.

## География
Село Солнечное находится к югу от Дальнереченска с восточной стороны от трассы «Уссури», расстояние до районного центра около 8 км.

## Население
| 2002 | 2010 |
| ---- | ---- |
| 49   | ↗52  |

## Улицы
В селе имеется одна улица: Юбилейная. 

## Экономика
Жители занимаются сельским хозяйством.